# Kamisese Mara
Kamisese Mara (Vanuabalavu, 6 mei 1920 – Suva, 18 april 2004), was een Fijisch staatsman. Van 1970 tot 1987 was hij premier van het dominion Fiji en vervolgens (na een korte onderbreking) van 1987 tot 1992 premier van de republiek Fiji. Van 1993 tot 2000 was hij president van Fiji.

## Achtergrond en opleiding
Kamisese Kapaiwai Tuimacilai Mara werd op 6 mei 1920 geboren in Vanuabalavu (eilandengroep Lau). Hij was de zoon van ratu Tevita Uluilakeba, een stamhoofd van de Vuanirewa clan en prinses Lusiana Qolikoro, lid van de koninklijke familie van Tonga. Kamisese droeg net als zijn vader de titel 'ratu' (stamoudste of chief), soms nog gevolgd door het Britse 'sir'. 
Na het overlijden van zijn vader in 1966 verkreeg hij de erfelijke titels Tui Lau en Nayau kei Sau ni Vanua ko Lau. 
Mara was rooms-katholiek, een geloof waaruit hij veel inspiratie putte.
Als jongeman was Mara zeer sportief, hij speelde cricket, rugby, golf en atletiek. Daarnaast was hij een fervent sportvisser. Ook op latere leeftijd deed hij nog aan sport.
Mara studeerde medicijnen aan de Universiteit van Otago in Nieuw-Zeeland (1942-1945) en studeerde vervolgens geschiedenis aan de Universiteit van Oxford (1945-1949). Later behaalde hij nog een graad in de economie in Londen.
In 1950 huwde hij met Adi Lady Lala Mara, dochter van de chief van Burebasaga. Dit huwelijk hield stand tot het overlijden van Lady Mara in juli 2004. De 8 kinderen die uit dit huwelijk voortkwamen bekleden belangrijke functies in de diplomatie en politiek.

## Politieke carrière
Mara werkte van 1950 tot 1953 voor de koloniale overheid van Fiji (Fiji was een Britse kolonie). In 1953 werd hij in de Wetgevende Raad van Fiji gekozen en in 1959 in de Uitvoerende Raad gekozen. 
In 1966 richtte Mara de Alliantiepartij van Fiji (FAP) op, een partij die naar een onafhankelijk Fiji streefde. In 1967 verkreeg Fiji in beperkte mate zelfbestuur en werd Mara chief minister (hoofd van de regering).
In april 1970 vonden er in Londen onderhandelingen plaats over de onafhankelijkheid van Fiji. Aan deze onderhandelingen namen niet alleen Mara en leden diens Actiepartij deel, maar ook Sidiq Koya, de voorzitter van de Ido-Fijische Nationale Federatie Partij. Er werd besloten tot een gemengde regering voor Fiji waarin zowel Fijiërs als Indo-Fijiërs zitting hadden.

## Premier
Op 10 oktober 1970 verkreeg Fiji zijn onafhankelijkheid en werd Kamisese Mara minister-president. De Britse koningin Elizabeth II werd de koningin van het Dominion Fiji.
In de jaren zeventig begon Fiji's economische opleving dankzij Mara's economisch beleid om de export van suiker te verdubbelen. De in de jaren zeventig en tachtig opgerichte houtplantages (grenenhout) – voorheen was bosbouw vrijwel onbekend op Fiji – zijn thans nog steeds de motor van de Fijische economie.
Bij de verkiezingen van 1977 behaalde de Nationale Federatie Partij (NFP) van Sidiq Koya een meerderheid aan zetels in het parlement, desondanks kon Mara toch een nieuwe regering vormen, hetgeen tot problemen leidde met de Indo-Fijiërs. Bij de nieuwe verkiezingen later dat jaar, behaalde de FAP van Mara een monsterzege en werd de FAP-regering "gelegitimeerd."
Bij de verkiezingen van 1982 bleef de FAP de grootste partij in het parlement, maar kon geen homogeen kabinet meer vormen. Mara stelde een coalitie met de NFP voor, doch deze partij weigerde. Daarop vormde hij een minderheidsregering.

## Coup van 1987
In 1987 verloor de FAP de verkiezingen en kwam er een coalitie onder de Indo-Fijiër Timoci Bavadra (april 1987) aan de macht. De radicaal nationalistische elementen onder de Fijiërs waren fel tegen deze regering gekant. Op 14 mei 1987 pleegde de radicale Fijiër luitenant-kolonel Sitiveni Rabuka een staatsgreep en hij werd chef van het militaire bewind. Hij trachtte te bemiddelen tussen de Fijische politici de Indo-Fijische politici om tot een coalitieregering te komen, hetgeen echter faalde. Op 25 september 1987 pleegde Rabuka een nieuwe staatsgreep en riep de republiek Fiji uit. Gouverneur-generaal Penaia Ganilau werd de eerste president van Fiji. Rabuka benoemde Kamisese Mara opnieuw tot premier en vervolgens trok Rabuka zich weer uit de politiek terug.
Ratu Sir Kamisese Mara introduceerde in 1990 een nieuwe grondwet, waarin de positie van de Fijiërs verder werd versterkt en die van de Indo-Fijiërs verder werd verzwakt. Meer dan 12.000 Indo-Fijiërs en mensen uit andere minderheidsgroepen waren tussen 1987 en 1990 uit Fiji vertrokken.

## President
In 1992 trad Mara als premier af. Luitenant-kolonel Sitiveni Rabuka werd in 1993 premier. In dat jaar werd Mara president, een ceremoniële functie. 
Op 19 mei 2000 gijzelde George Speight, een radicale Fijische nationalist, de Indo-Fijische premier Mahendra Chaudhry. Speight riep zichzelf uit tot premier en zette Mara als president af. Mara weigerde zijn ontslag te aanvaarden en weigerde met Speight te onderhandelen. Mara trok alle macht naar zich toe. Op 13 juli 2000 (de gijzeling van Chaudhry was nog steeds gaande - pleegde het leger een staatsgreep waarbij Mara werd afgezet. Het leger verbande Mara naar zijn geboorte-eiland en de militairen benoemden Ratu Josefa Illoilo, de vicepresident, tot staatshoofd. Het leger maakte een einde aan de gijzeling van premier Chaudhry en Speight werd gevangengenomen. 
Vanuit zijn ballingsoord bleef Mara de coup van de militairen veroordelen, die hij onconstitutioneel noemde.